# Horta (métro de Barcelone)
Pour les articles homonymes, voir Horta.
Horta est une station de la ligne 5 du métro de Barcelone, dont elle constitue le terminus entre 1970 et 2010.

## Situation sur le réseau
La station se situe sous la rue du Tage (Carrer del Tajo), sur le territoire de la commune de Barcelone, dans le district de Horta-Guinardó. Elle s'intercale entre Vilapicina et El Carmel.

## Histoire
La station ouvre au public en 1967, avec la mise en service du prolongement de la ligne II depuis Vilapicina, devenant aussitôt le terminus de la ligne. Elle est intégrée à la ligne V, lors du prolongement de celle-ci entre Diagonal-Paseo de Gracià et La Sagrera en 1970. Elle reste le terminus de la L5 jusqu'à l'ouverture en 2010 de l'extension du tunnel jusqu'à Vall d'Hebron.

## Services aux voyageurs

### Accès et accueil
La station dispose de deux voies et d'un quai central.

## À proximité
La station se trouve à proximité de la place du Statut d'autonomie (Plaça de l'Estatut) et du parc de les Rieres d'Horta.